# Нюкий
Нюкий (на английски: Newquay) е град в Югозападна Англия, графство Корнуол. Разположен е на брега на Атлантическия океан, на 60 km западно от Плимут. Населението му е около 20 000 души (2001).
В Нюкий е роден писателят Уилям Голдинг (1911-1993).